# Vluggertje (denksport)
Een vluggertje is in de dam- en schaakwereld een informele partij waarbij de spelers afspreken dat deze niet te lang mag duren.
De term wordt ook gebruikt voor een snelschaakpartij. Hiervoor geldt echter een strikt tijdreglement.